# Pedro P. Tenorio

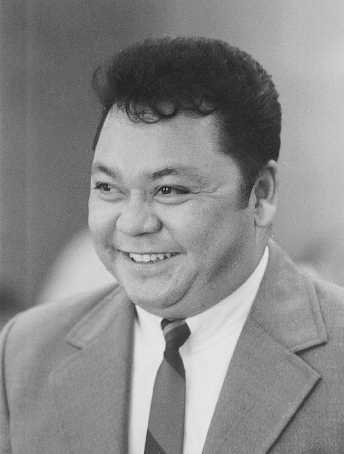
Pedro P. Tenorio

Pedro Pangelinan Tenorio (ur. 18 kwietnia 1934 w Saipan, zm. 21 maja 2018 w Garapanie) – mariański polityk, gubernator Marianów Północnych od 11 stycznia 1982 do 8 stycznia 1990 oraz od 12 stycznia 1998 do 14 stycznia 2002. Członek Partii Republikańskiej (Republican Party).